# Франц Йохан Фогт фон Алтзумерау и Прасберг
Франц Йохан Фогт фон Алтзумерау и Прасберг (на немски: Franz Johann/ Johannes von Vogt von Altensumerau und Prassberg; * 6 ноември 1611, Зибершвайлер или в дворец Ахберг в Западен Алгой; † 7 март 1689, Констанц) е княжески епископ на Констанц (1645 – 1689), титулар епископ на Мегара (1641 – 1645).

## Живот
Той е от горно-швабския род на фогтите фон Алтензумерау (фон Халви) и Прасберг. Той е син на Алберт фон Прасберг цу Алтензумерау и съпругата му Мария Салома фон Зиргенщайн.
Франц Йохан следва през 1629 – 1635 г. в „Колегиум Германикум“ в Рим и там е ръкоположен за свещеник на 3 март 1635 г. След това той следва в университета в Перуджа. На 16 декември 1641 г. на 30 години е помощник епископ на Констанц. На 16/22 декември 1641 г. той е титулар епископ на Мегара. На 16 февруари 1645 г. той е избран на 33 години за епископ на Констанц и е помазан на 28 май 1645 г.
Той е кръстник през февруари 1658 г. в Лаутлинген на далечния му роднина Йохан Франц Шенк фон Щауфенберг (1658 – 1740), който става княжески епископ на Констанц (1704 – 1740) и Аугсбург (1737 – 1740).
Франц Йохан е имперски рицар и от 1674 г. имперски фрайхер. Той умира на 7 март 1689 г. на 77 години в Констанц.